# Mihail Golovin
Mihail Evseevici Golovin (n. 1756 la Matigor, Regiunea Arhanghelsk – d. 19 iunie 1790 la Sankt Petersburg) a fost un matematician și fizician rus.
Mama sa a fost nepoata lui Lomonosov, la a cărui recomandare a urmat cariera în domeniul științific.
L-a avut ca profesor pe Leonhard Euler, din a cărui lucrare de trigonometrie s-a inspirat când a scris manualul Trigonometrie plană și sferică, remarcabilă prin caracterul analitic.
O altă lucrare valoroasă a sa este un "Ghid pentru utilizarea aritmeticii în școlile publice", lucrare în care sunt prezentate: sisteme de numerație, progresiile geometrice, metode de extragere a rădăcinii etc.
Prin manualele redactate, a exercitat o puternică influență asupra educației matematice din țara sa.
1. ↑  Slovar russkih pisatelei XVIII veka. Vîpusk 1: A—I[*] Verificați valoarea |titlelink= (ajutor)